# Taksidermi
Taksidermi (græsk for "bearbejdning af skind") er et håndværk, hvor man konserverer, udstopper og arrangerer døde hvirveldyr til udstillingsformål, som f.eks. jagttrofæer eller som kilder til studier, videnskabelige samlinger samt museer. Taksidermi kan udføres på alle hvirveldyr, herunder pattedyr, fugle, fisk, krybdyr og padder. Disse tæller alle størrelser fra små spidsmus og kolibrier til elefanter og i sjældne tilfælde også hvaler. Verdens eneste udstoppede blåhval hedder Malms hval.
Taksidermi indebærer at præparere et hvirveldyr så det bevares for eftertiden. I forskningssammenhænge præpareres skind ofte uden siden at blive monteret (udstoppet), hvilket kaldes for skindlagte eksemplarer eller skindlagte præparater. En person som professionelt beskæftiger sig med at præparere skind på omtalte måde kaldes meget sjældent for taksidermiker eller præparator, men som oftest for konservator.

## I Danmark
Udstopning og præperering af fugle og andre dyr gøres af en konservator, som i Danmark er en håndværksuddannelse i Dansk Zoologisk Konservatorforenings regi. Konservatorskolen i København underviser i konservering af dyr og planter og restaurering af gamle præparater.
I Danmark må statsautoriserede konservatorer udstoppe fredede dyr, når disse ikke er ulovligt aflivet. De sjældne og truede arter må ikke udstoppes, men skal betragtes som danekræ.
Det gælder sig om følgende fuglearter:
biæder, blå kærhøg, dværgfalk, ellekrage, fiskeørn, rød glente, havørn, hedehøg, hærfugl, jagtfalk, kongeørn, lærkefalk, rørdrum, sandterne, stork (både hvid og sort), trane, urfugl, vandrefalk hornugle, mosehornugle og kirkeugle. Desuden odder og alle hvaler med undtagelse af marsvin Og samtlige flagermussearter.